# Keratókambos
Keratókambos, en grec moderne : Κερατόκαμπος, est un village côtier du dème de Viánnos, en Crète, en Grèce. Selon le recensement de 2011, la population de Keratókambos compte 81 habitants. Le village est situé à une altitude de 10 m.